# 周笃文
周笃文（1934年—），字晓川，男，湖南汩罗人，中国词学家，曾任中华诗词学会副会长、秘书长、顾问。